# Ірина Славінська
Славі́нська Іри́на Іванівна (при народженні — Корнієнко; нар. 8 жовтня 1987, Київ) — українська журналістка, ведуча, перекладачка, літературознавиця, громадська діячка та феміністка. Виконавча продюсерка радіо «Культура» (з 2021). Членкиня Українського ПЕН.

## Біографія
Народилася 8 жовтня 1987 року у Києві у родині інженерів. Закінчила Київський національний лінгвістичний університет, де входила також до гуртка-студії сучасної літератури та літературної творчості (creative writing) «Скриптор». Протягом 2009—2011 років викладала сучасну українську літературу та європейську літературу XIX—XX століть на кафедрі теорії та історії світової літератури. Також навчалася на магістратурі Університету Пікардії імені Жуля Верна (Франція).
У 2010 та 2011 роках була членкинею журі літературної нагороди «Книга року BBC». З 2011 року розпочалася власна літературна та перекладацька діяльність — вийшла перша книга «33 герої укрліт» та два переклади з французької.
Займалася координацією кампанії боротьби проти сексизму в медіа та політиці «Повага» з літа 2015 року до 2021 року[а]. Також є експерткою відкритої бази «Спитай жінку» Кампанії проти сексизму у політиці та ЗМІ «Повага». У кінці 2016 року ввійшла до складу Правління благодійної організації «Український жіночий фонд» (УЖФ).
З 19 грудня 2019 року до 16 березня 2023 року входила до складу Комітету з Національної премії України імені Тараса Шевченка.
З 26 лютого 2021 року по 24 січня 2025 року входила до складу Виконавчої ради Українського ПЕН.
У різні роки була кураторкою спеціальної програми міжнародного фестивалю «Книжковий арсенал».

## Журналістська діяльність
Ірина Славінська, Про радіожурналістику
З 2006 року[б] працює у медіа, розпочавши кар'єру в інтернет-виданні «Українській правді» як літературна оглядачка. Також дописувала до видання «ШО».
Протягом 2012—2013 років була співведучою авторської програми «Гра в слова і не тільки» із Віталієм Гайдукевичем на телеканалі ТВІ. Також була ведучою «Громадського радіо» з червня 2013 року, де вела програму «Антена». З 2017 року — ведуча програми «Права людини — понад усе» на Українському радіо.
З 2018 року — журналістка Українського радіо, що входить до складу Національної суспільної телерадіокомпанії України. 20 квітня 2018 року стала продюсеркою (креативною) третього каналу Українського радіо — радіо «Культура». 18 вересня 2018 року Наглядова рада НСТУ обрала Славінську до редакційної ради Суспільного мовлення і вона пробула у цій ролі до 14 квітня 2021 року, оскільки 16 квітня 2021 року Славінська стала виконавчою продюсеркою радіо «Культура», а через зміну посади повноваження припиняються. 25 червня 2021 року Наглядова рада НСТУ поновила її у редакційній раді, а 30 серпня 2021 року Славінська стала головою ради.
28 квітня 2023 року Славінську обрали до Радіокомітету ЄМС (англ. EBU Radio Committee).

## Творчість

### Літературна діяльність

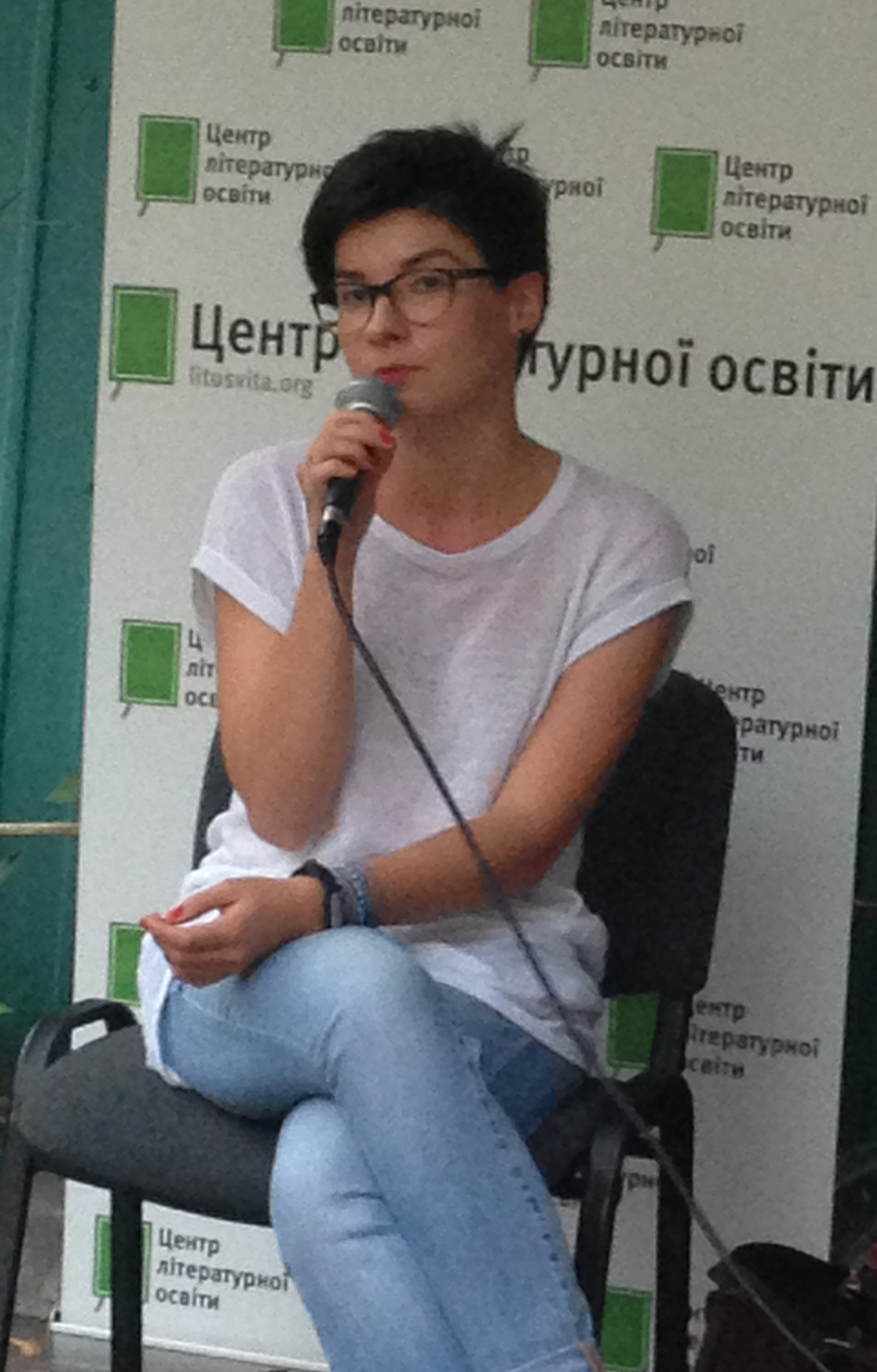
Ірина Славінська. Лекція «Що (не) пишуть про сучасну українську літературу в сучасних українських медіа» в рамках літнього літературного лекторію від Центру літературної освіти (28 серпня 2015 року)

Перша власна книга вийшла 2011 року — «33 герої укрліт» — збірка інтерв'ю-«абетки» з українськими письменниками. Наступні книги — «Історії талановитих людей» (2014 та 2015 роки), до кожної з книг ввійшло по 11 українських сучасників та сучасниць.
2019 року вийшла збірка есеїв «Мої запасні життя», яка ввійшла до довгого списку «Премії Шевельова—2019».
У 2021 році вийшла книга «Майже доросла. Книжка для дівчат і про дівчат», а 2022 — «Вже доросла? Книжка для дівчат, які вже (майже) виросли». Книга 2023 року — «Повітряна й тривожна книжка» — ввійшла до короткого списку «Книга року BBC» у номінації «Есеїстика—2023».

### Перекладацька діяльність
2011 року вийшли перші переклади з французької мови — «Оргазм і Захід: історія задоволення від 16 століття до наших днів» Робера Мюшамбле, а також «Допінґ духу» Сьорана.
У 2015 році вийшов переклад Умберто Еко і Жана-Клода Кар'єра «Не сподівайтеся позбутися книжок».
2017 року вийшов переклад Матіас Енар «Компас», наступного року — Андре Рош «Перша стать» та Олів'є Бурдо «Чекаючи на Боджанґлза». Наступні переклади — Давід Фоенкінос «До краси» (2019), Ніколя Матьє «Діти їхні» (2020), Аньєс Мартен-Люган «Вибачте, на мене чекають» (2021) та Аньєс Мартен-Люган «Очевидне» (2024).
Також є авторкою французького перекладу проєкту «Богдан-Ігор Антонич: Назавжди» (гурт «Тельнюк: Сестри»).

## Нагороди та відзнаки
- Спеціальна відзнака від Посольства Франції в Україні (премії «Сковорода») за переклад книги «Допінґ духу» Сьорана (2012)[37];
- Премія «Сковорода» від Посольства Франції в Україні за переклад Умберто Еко і Жана-Клода Карр'єра «Не сподівайтеся позбутися книжок» (2016)[38];
- Премія ім. Олександра Кривенка «За поступ у журналістиці» (2019)[39].

## Особисте життя
Одружена із Віталієм Лямічевим із 2007 року. У пари є син Лесь.

## Виноски
а. ^ Відійшла від координаторства між квітнем та серпем 2021 року, у публікації від 2 квітня 2021 року ще підписана як «координаторка кампанії», але у публікації від 14 серпня 2021 року вже підписана як «учасниця кампанії»;
а. ^ У джерелах також зустрічається 2007 рік, але перша публікація була на порталі SUMNO.com 12 листопада 2006 року.